# Alternaria mouchaccae
Alternaria mouchaccae är en svampart som beskrevs av E.G. Simmons 1981. Alternaria mouchaccae ingår i släktet Alternaria och familjen Pleosporaceae.   Inga underarter finns listade i Catalogue of Life.